# Джон Крайър
Джонатан Найвън „Джон“ Крайър (на английски: Jonathan Niven 'Jon' Cryer) е американски актьор, сценарист и продуцент. Известен е преди всичко с участието си като Алън Харпър в комедийния сериал „Двама мъже и половина“, излъчван и в България.

## Биография
Роден е на 16 април 1965 в Ню Йорк. Майка му, Гретхен Крайър, е певица и актриса от мюзикъли, играла и на Бродуей. Баща му също е актьор и продуцент.
Завършва гимназия през 1983, като негов съученик е известния сценарист и режисьор от турски произход Боаз Якън. Дебютира в киното през 1984 с главна роля в романтичната комедия „Голяма история“, но нещата не тръгват лесно. Следват няколко години на неуспешни роли в ситкоми, които пропадат. Пробив настъпва с ролята му в „Хубав в розово“. През 1991 участва в хитовия филм „Смотаняци“, където за първи път си партнира с Чарли Шийн. Камерата ги събира отново през 2003, когато Крайър е избран за главна роля в сериала „Двама мъже и половина“ като Алън Харпър (братът на Чарли Харпър) CBS. Сериалът бива временно спрян през 2011 поради проблеми с Чарли Шийн. За ролята си на Алън Харпър в сериала, Крайър печели Еми през 2009.

## Личен живот
Джон Крайър е регистриран републиканец.
За първи път актьорът се жени за британската актриса Сара Тригър, но бракът се проваля. Имат син Чарли Остин. През юли 2007 актьорът се пробва отново и се жени за Лиза Джойнър, с която осиновяват дъщеричка Дейзи.

## Избрана филмография
| Година | Филм                          | Оригинално заглавие                                                | Роля                     | Режисьор        |
| ------ | ----------------------------- | ------------------------------------------------------------------ | ------------------------ | --------------- |
| 1987   | Супермен 4: В търсене на мира | Superman IV: The Quest for Peace                                   | Лени Лутор               | Сидни Фюри      |
| 1991   | Смотаняци                     | Hot Shots!                                                         | лейтенант Джим Пфафенбах | Джим Ейбрахамс  |
| 2009   | Камъкът на желанията          | Shorts/Shorts: The Adventures of the Wishing Rock/The Wishing Rock | татко Томпсън            | Робърт Родригес |